# 三浦祐太朗
三浦 祐太朗（みうら ゆうたろう、1984年〈昭和59年〉4月30日 - ）は、日本のシンガーソングライター、俳優。ロックバンド・Peaky SALT（活動休止中）のヴォーカリスト。血液型はA型。ドリームゼロワン所属。国立市観光大使。
妻は声優・歌手の牧野由依（作曲家の牧野信博の娘）。父親は俳優の三浦友和。母親は元歌手・元女優の山口百恵。弟は俳優の三浦貴大。父方伯母は三浦弘子。伯母婿（伯母の夫）はラリードライバーの篠塚建次郎。従弟は俳優・タレントの絲木建太。

## 来歴
東京都港区山王病院生まれ、国立市育ち。小学生、中学生のときはサッカー部に所属。また、小学生時代には有志の合唱部にも所属し、ボーイソプラノを務めていた。
成城学園高等学校、成城大学法学部を卒業。高校、大学では水球部とライフセービング部に所属。水球部ではキャプテンを務めていた。ライフセービング部では静岡県の白浜海岸に1ヶ月泊まり込み、海の監視活動をおこなっていた。そのほかに学生時代はスキー・水泳のコーチや家庭教師のアルバイトもした。
音楽活動は、中学時代の同級生でバンドを結成、Peaky SALTが誕生する。大学時代にデモテープを各所に送り、デビューが決定する。2008年11月26日、Peaky SALTとして1枚目のシングル「イトシセツナナミダ」でメジャーデビューする。デビュー当時、バンドでは本名ではなく「ユウ」と名乗り、両親のことは伏せていた。しかしわずか1か月後に梨元勝がその事実を察知し、世間に知られる。Peaky SALTは、メンバーの脱退、さらにアーティストとしての方向性の違いにより、2010年に活動を休止する（詳細はバンドの記事を参照）。
2011年6月1日、三浦祐太朗名義でのソロプロジェクトを始動する。各地のライブハウスを巡り、新たなバックバンドのメンバー、石川恭平、高木博音らを自ら声をかけて集めた。
2012年3月3日、松山千春の自叙伝を原作にした舞台『旅立ち〜足寄より〜』の主演オーディションで、応募総数823名の中から主演の松山千春役に選ばれる。また同年8月1日には、松山千春のデビュー曲「旅立ち」のカバーでユニバーサルJからソロデビュー。
2014年、舞台『FLAMENCO曽根崎心中』（宇崎竜童、阿木燿子プロデュース）に出演する。
2017年7月5日、実母が現役歌手時代のヒット曲を歌ったカバー・アルバム『I'm HOME』をリリース、同年11月9日時点で売上枚数は7万枚を突破した。
2018年8月1日、アルバム『FLOWERS』をリリース。収録曲「菩提樹」は宇崎竜童作曲・阿木燿子作詞で、舞台『Ay曽根崎心中』の劇中歌として歌われたもの。
2019年10月2日、アルバム『Blooming Hearts』をリリース。収録曲には、実母の現役歌手時代のヒット曲で、神奈川県横須賀市のご当地ソングでもある「横須賀ストーリー」もカバーして歌っている。
ソロデビュー以来、全国各地のショッピングモールにて無料のミニライブを300回以上行なっている。
2020年6月12日、声優・歌手の牧野由依と結婚した。同年8月31日放送の『徹子の部屋』出演時に、3月に牧野を初めて両親に紹介したときの様子を明かし、「両親に女性を紹介したのは妻が初めて」だったという。
2020年10月20日、生まれ育った国立市より国立市観光大使を委嘱された。
2021年10月13日、妻の牧野由依が第1子妊娠を報告。2022年3月21日、第1子女児の誕生を報告。

## 人物

### 趣味・性格
CHAGE and ASKA、THE YELLOW MONKEY、B'z、Syrup 16gなどの音楽を好む。また、ハードロックやヘヴィメタルも好きでメタリカの曲をコピーをしていたこともある。パーソナリティーを務めるラジオ『キラスタ』では幅広い音楽の知識を生かし、ハードロックからアニメソングまで様々なジャンルの音楽を紹介している。。B'zに関しては学生時代ファンクラブに入っていたといい、ライブの前にB'zのメンバーに会えるという企画に応募し当選。メンバーの稲葉浩志と松本孝弘と写真を撮っている。この際自身の両親のことは伏せたという。
アニメ好きで、大学時代に大きな失恋をした際に、当時の友人に勧められたことがきっかけだった。『キラスタ』では木曜日は毎回テーマに沿ったアニメ主題歌をメドレーで流している。また、3か月ごとに「今期の嫁」と称してお気に入りのアニメの女性キャラクターを発表している。年末には「嫁 of the year」としてその年の1番のお気に入りキャラを発表している。2016年は『Re:ゼロから始める異世界生活』のレム、2017年は『冴えない彼女の育てかた』の加藤恵。ラジオの番組スタッフからプレゼントされた『アイドルマスターシンデレラガールズ』のTシャツを着た写真をInstagramにアップした際は、アニメファンの間で話題となった。自宅には『しゃべくり007』出演時にもらった「冴えない彼女の育てかた」の加藤恵の等身大パネルと『嵐にしやがれ』出演時にもらった「シュタインズ・ゲート」の牧瀬紅莉栖の等身大パネルがある。また、Kis-My-Ft2の宮田俊哉とは、アニメの話で盛り上がることがある。妻・牧野由依からは「2次元の嫁なら増やしてもいい」と許可をもらっている。
極度の人見知りで、ラジオ『キラスタ』内ではそれ故の苦労エピソードを度々披露している。

### 人間関係
お笑いコンビ三四郎の小宮浩信とは、高校時代同じクラスだったことがある。
弟の三浦貴大とは仲がよく、一緒に飲みに行ったりメールのやりとりをする仲。学生時代は同じ水球部とライフセービング部に所属し、バンドも一緒に組んでいた。貴大が舞台出演中に声が出なくなった際は、喉のケア用品を持って劇場に駆けつけた。

## ディスコグラフィ

### シングル
|     | タイトル                            | 収録曲 | 発売日        | 規格品番  | 備考 |
| --- | ----------------------------------- | --- | ------------- | --------- | --- |
| 1st | 旅立ち                              | 1. 旅立ち [3:12] 【作詞作曲:松山千春/編曲:Ikoman,岡村美央】 2. 季節の中で [3:15] 【作詞作曲:松山千春/編曲:Ikoman】 3. 永遠の細胞 [4:50] 【作詞:三浦祐太朗/作曲:高木博音/編曲:Ikoman,岡村美央,高木博音】 4. 旅立ち (instrumental) [3:05] 5. 季節の中で (instrumental) [3:15] 6. 永遠の細胞 (instrumental) [4:47] | 2012年8月1日  | UPCH-5759 | 松山千春の曲のカバー曲。カップリング曲には、父親の三浦友和が出演した江崎グリコ・アーモンドチョコレートのCMソングとしても使用された「季節の中で」のカバーとオリジナル曲「永遠の細胞」を収録。 オリコン最高50位 |
| 2nd | THE WALK / wktk (ワクテカ) ラバーズ | 1. THE WALK 2. wktk (ワクテカ) ラバーズ 3. THE WALK (Instrumental Version) 4. wktk (ワクテカ) ラバーズ (Instrumental Version) | 2014年3月5日  | TRJC-1028 | 両A面シングル。「THE WALK」は福屋ホールディングスCMソング。「wktk (ワクテカ) ラバーズ」は三浦がパーソナリティーを務める、NHKラジオ第1放送『wktkラヂオ学園サンデー』公式ソング。同番組の企画でリスナーから歌詞を募集し、三浦がその中からピックアップして曲をつけたナンバーで、同番組で共演する福田彩乃と近江陽一郎もボーカルを担当。 オリコン最高100位 |
| 3rd | 星屑メリーゴーランド                | 1. 星屑メリーゴーランド 2. Powder Snow | 2015年1月27日 | TRJC-1039 | オリコン最高46位 |

### 配信
| リリース          | タイトル          | 備考                                                                             |
| ----------------- | ----------------- | -------------------------------------------------------------------------------- |
| 2018年4月18日     | ハタラクワタシへ  | 『ユニクロ』「ハタラクユニクロ編」WebCMソング                                    |
| 2018年7月9日      | Home Sweet Home！ | 2018年4月18日先行配信 テレビアニメ『邪神ちゃんドロップキック』エンディングテーマ |
| 2020年7月16日予定 | 鈍色の夜明け      | テレビアニメ『恋とプロデューサー〜EVOL×LOVE〜』オープニングテーマ                |

### アルバム
|     | タイトル                   | 収録曲 | 発売日        | 規格品番   | 備考              |
| --- | -------------------------- | --- | ------------- | ---------- | ----------------- |
| 1st | DAISY CHAIN                | 1. HELLO 〜rebirth〜 2. THE WALK ＜KI 335 ver.＞ 3. 不完全変態 4. ALL I WANT 5. イメージの雫 6. wktk (ワクテカ) ラバーズ ＜Only Yu ver.＞ 7. Nobody Knows 8. Loving You 9. グライダー 10. ハッピーエンド | 2014年4月30日 | TRJC-1030  | オリコン最高112位 |
| 2nd | FLOWERS                    | 1. あさってのほうへ 2. Home Sweet Home！ 3. 月と木星の距離 4. 届かない歌 5. 凍てつく太陽 6. WITH ＜10 years after Ver.＞ 7. ハタラクワタシヘ 8. 菩提樹 | 2018年8月1日  | TYCT-60118 |                   |
| 3rd | Blooming Hearts            | 1. Tell Me Now 2. しなやかに歌って -80年代に向って- 3. 横須賀ストーリー 4. 小さな手 5. RAINY SLUMBER 6. ロックンロール・ウィドウ 7. MELODY 8. ありがとうあなた | 2019年10月2日 | TYCT-60146 |                   |
| 4th | 歌い継がれてゆく歌のように | 1. 絶体絶命 2. Tell Me Now 3. JOY 4. ありがとうあなた 5. いい日旅立ち 6. ハタラクワタシヘ 7. Home Sweet Home！ 8. Powder Snow 9. 消えない虹 10. さよならの向う側 11. 月と木星の距離 12. RAINY SLUMBER 13. BLOSSOM 14. 横須賀ストーリー 15. 心の花 16. THE WALK ＜KI 335 ver.＞ 17. 歌い継がれてゆく歌のように | 2024年2月21日 | TYCT-69292 |                   |

### ミニアルバム
|     | タイトル | 収録曲 | 発売日                                | 規格品番  | 備考                                                                         |
| --- | -------- | --- | ------------------------------------- | --------- | ---------------------------------------------------------------------------- |
| 1st | AND YOU  | 1. サナギ [5:40] 【作詞:三浦祐太朗/作曲:高木博音/編曲:Ikoman,YOKAN,Ippei Shimizu,Hirone Takagi】 2. 月になって [4:48] 【作詞:三浦祐太朗/作曲:高木博音/編曲:Ikoman,Atsushi Harada,Hirone Takagi】 3. 消えない虹 [4:19] 【作詞:三浦祐太朗/作曲:足土貴英/編曲:Ikoman,足土貴英】 4. 季節の中で [3:14] 5. Blossom [4:56] 【作詞:三浦祐太朗/作曲:高木博音/編曲:Ikoman,Hirone Takagi】 6. 永遠の細胞 [4:49] 7. 旅立ち [3:09] | 2013年2月20日 2018年1月10日（廉価版） | UPCH-1915 | オリコン最高12位 2018年1月10日に期間限定スペシャルプライス盤がリリースされた |

### カバーアルバム（全曲山口百恵カバー）
|     | タイトル | 収録曲 | 発売日       | 規格品番   | 備考                                                                                              |
| --- | -------- | --- | ------------ | ---------- | ------------------------------------------------------------------------------------------------- |
| 2nd | I'm HOME | 全曲編曲:宮永治郎 1. さよならの向う側 [5:22] 【作詞:阿木燿子/作曲:宇崎竜童】 2. 秋桜 [3:37] 【作詞:さだまさし/作曲さだまさし】 3. 謝肉祭 [4:09] 【作詞:阿木燿子/作曲:宇崎竜童】 4. イミテイション・ゴールド [3:52] 【作詞:阿木燿子/作曲:宇崎竜童】 5. 夢先案内人 [4:44] 【作詞:阿木燿子/作曲:宇崎竜童】 6. プレイバックpart2 [3:32] 【作詞:阿木燿子/作曲:宇崎竜童】 7. 曼珠沙華 [4:56] 【作詞:阿木燿子/作曲:宇崎竜童】 8. いい日旅立ち [4:25] 【作詞:谷村新司/作曲:谷村新司】 | 2017年7月5日 | TYCT-60105 | オリコン週間7位 オリコンデイリー3位 オリコン登場回数30回 累計売上枚数7万枚 レコード大賞企画賞受賞 |

### カバーアルバム
|     | タイトル                      | 収録曲 | 発売日       | 規格品番   | 備考 |
| --- | ----------------------------- | --- | ------------ | ---------- | ---- |
| 1st | 90's Drip -J-POP COVER ALBAM- | 1. 決戦は金曜日 / DREAMS COME TRUE [3:36] 2. ESCAPE / MOON CHILD [4:44] 3. 長い間 / Kiroro [4:45] 4. 悲しみは雪のように(Single Version) / 浜田省吾 [4:28] 5. Time goes by / Every Little Thing [4:55] 6. Hello, Again 〜昔からある場所〜 / My Little Lover [4:50] 7. 太陽がまた輝くとき / 高橋ひろ [5:00] 8. 誕生 / 中島みゆき [6:50] 9. いかれたBaby / フィッシュマンズ [3:49] | 2022年3月9日 | TYCT-60194 |      |

## ミュージックビデオ
| 監督     | 曲名                                 |
| 福原弘之 | 「消えない虹」                       |
| 不明     | 「星屑メリーゴーランド」「THE WALK」 |

## 出演

### ラジオ
- 三浦祐太朗 The Wind Sing（FM NACK5、2012年7月14日 - 2014年3月）
- 福田彩乃、三浦祐太朗、近江陽一郎のwktkラヂオ学園サンデー（NHKラジオ第1放送、2013年4月7日 - 2015年3月）
- キラスタ（FM NACK5、2014年4月9日 - 現在、水・木パーソナリティ）
- アニソン・アカデミー（NHK-FM、2024年6月29日）-講師

### 舞台
- 旅立ち〜足寄より〜（2012年7月30日 - 8月3日：赤坂・草月ホール、2013年2月19日 - 4月3日：愛知・大阪・福岡・静岡・東京・宮城・札幌） - 主演・松山千春 役
- FLAMENCO 曽根崎心中（2014年4月2日 - 6日：新国立劇場 中劇場、2015年10月17日〜18日:シアターBRAVA!、2015年11月6日:長岡市立劇場） -主人公 徳兵衛 役（カンテ〔歌〕）
- Ay曽根崎心中（2018年12月12日 - 12月20日：新国立劇場 中劇場-主人公 徳兵衛 役（カンテ〔歌〕）

### テレビ
- 森田一義アワー 笑っていいとも!（フジテレビ、2012年7月19日）
- ありがとッ!（tvk、2012年8月24日）
- ガリゲル（読売テレビ、2013年2月12日）
- MUSIC FAIR（フジテレビ、2013年3月16日・3月23日・2017年5月6日・2022年2月5日）[17]
- ONRYU（音流）（テレビ東京、2013年4月19日）
- ありがとッ!（tvk、2014年3月7日）
- PATi・PATi（CS放送 MUSIC ON! TV、2014年4月17日）
- UTAGE!（TBS、2014年6月2日 -  2015年9月29日） - 準レギュラー
- スタジオパークからこんにちは（NHK、2014年6月17日）
- 音楽の日（TBS、2014年8月2日）
- UTAGE秋の祭典! あの大ヒット曲を歌い踊る宴の2時間SP!（TBS、2014年9月19日)
- 徹子の部屋（テレビ朝日、2014年11月25日）
- ノンストップ! 特別版2015年も独自に先取りSP（フジテレビ、2014年12月29日）
- ライブB♪（TBS、2015年1月27日)
- UTAGE春の祭典! あの大ヒット曲を歌い踊る宴の2時間SP（TBS、2015年3月31日）
- ぼくらはマンガで強くなった〜SPORTS×MANGA（NHK BS1、2015年8月9日）
- UTAGE秋の祭典!（TBS、2015年9月29日）
- UTAGE夏の祭典! 2時間スペシャル（TBS、2016年6月28日）
- スタイルプラス（東海テレビ、2016年8月14日）
- ドラマ「ノンママ白書」（東海テレビ・フジテレビ系、2016年8月16日 - 9月24日） - 佐竹誠 役
- UTAGE秋の祭典! 2時間スペシャル（TBS、2016年10月4日）
- ど夜中フェス!!（フジテレビ、2016年10月7日）
- 地球劇場〜100年後の君に聴かせたい歌〜（BS日テレ、2017年6月10日）
- 第2回明石家紅白!（NHK総合、2017年6月26日）
- THE MUSIC DAY 願いが叶う夏（日本テレビ、2017年7月1日）
- 生放送!BSジャパン 歌い継ぎたい昭和音楽祭（BSジャパン、2017年7月7日）
- うたコン（NHK総合、2017年7月4日）
- 音楽の日（TBS、2017年7月15日）
- 情報プレゼンター とくダネ!（フジテレビ、2017年8月18日）
- 24時間テレビ40 告白 〜勇気を出して伝えよう〜（日本テレビ、2017年8月27日）
- MUSIC STATION ウルトラFES 2017（テレビ朝日系、2017年9月18日）
- UTAGE! まだまだ夏は終わらないぞスペシャル（TBS、2017年9月14日）
- 2017 FNS歌謡祭 第1夜（フジテレビ、2017年12月6日）
- 嵐にしやがれ（日本テレビ、2018年10月20日）
- ぶらり途中下車の旅 「中央・総武線の旅」（日本テレビ、2022年3月12日） - 旅人[18]
- ヒルナンデス! (日本テレビ、2023年6月6日)[19]
- 今年最も愛された昭和の名曲グランプリ2023(テレビ朝日系、2023年12月19日)
- 高嶋ちさ子の！ザワつく！音楽会(テレビ朝日系、2024年1月26日)[20]
- ヒルナンデス! (日本テレビ、2024年2月13日)[21]
- アサデス。KBC(KBC九州朝日放送、2024年2月13日・2月20日)[22]
- ノンストップ(フジテレビ、2024年2月14日)

### CM
- 「ハタラクユニクロ」WEBムービー　（挿入歌、2016年9月 - ）
- 夢ハウス （2018年9月 - ）

### ライブ
| 名前 | 公演日                   | 会場                                                   |
| --- | ------------------------ | ------------------------------------------------------ |
| レックスマニア 〜Voice vol2〜                                                                               | 2012年5月17日            | SHIBUYA REX                                            |
| レックスマニア 〜夏休み〜                                                                                   | 2012年8月16日            | SHIBUYA REX                                            |
| 三浦祐太朗 初ワンマンライブ2012『THE WALK』                                                                 | 2012年10月13日           | 草月ホール                                             |
| レックスマニア 〜SHIBUYA REX 1st Anniversary Live〜                                                         | 2012年11月14日           | SHIBUYA REX                                            |
| 三浦祐太朗 クリスマスライブ『SNOWFLAKES 2012』                                                              | 2012年12月22日           | Mt.RAINIER HALL SHIBUYA PLEASURE PLEASURE              |
| イケメン’ズ × 三浦祐太朗                                                                                    | 2012年12月30日           | SHIBUYA REX                                            |
| 三浦祐太朗ワンマンライブ「BLOSSOM」                                                                         | 2013年5月12日            | OSAKA MUSE                                             |
| 三浦祐太朗ワンマンライブ「BLOSSOM」                                                                         | 2013年5月18日            | 原宿アストロホール                                     |
| 「旅立ち」からの・・・再会ライブ 〜宇田川町より〜                                                           | 2013年6月29日            | SHIBUYA WWW                                            |
| 真夏の歌実                                                                                                  | 2013年7月27日            | SHIBUYA REX                                            |
| | 2013年7月30日            | 松山サロンシティ                                       |
| | 2013年7月31日            | 高松 DIME                                              |
| | 2013年8月1日             | 高知 X-pt.                                             |
| NEXT GENERATION                                                                                             | 2013年8月3日             | 名古屋 ell. FITS ALL                                   |
| | 2013年8月17日            | CRAZYMAMA KINGDOM                                      |
| | 2013年8月23日            | ナミキジャンクション                                   |
| SOUND JACK                                                                                                  | 2013年8月24日            | 京都FANJ                                               |
| SHIBUYA DESEO PRESENTS “ACOUSTIC SYNDROME”                                                                  | 2013年10月9日            | SHIBUYA DESEO                                          |
| SHIBUYA DESEO PRESENTS “ACOUSTIC SYNDROME”                                                                  | 2013年10月12日           | SHIBUYA DESEO                                          |
| 青の音楽会                                                                                                  | 2013年12月7日            | 渋谷 Duo Music Exchange                                |
| New days 〜 X’mas Special 2013 〜                                                                           | 2013年12月21日           | SHIBUYA LOOP annex                                     |
| New days〜 三浦祐太朗 × UNIST 〜                                                                            | 2014年1月13日            | 代官山LOOP                                             |
| 大阪ワンマンライブ                                                                                          | 2014年2月22日            | 大阪 Soap Opera Classics                               |
| “FORCE BEAT MATCH vol,2″                                                                                    | 2014年2月26日            | 浜松FORCE                                              |
| “SAKAE BEAT MATCH”                                                                                          | 2014年2月27日            | 名古屋HeartLand STUDIO                                 |
| Frank!! 〜 三浦祐太朗 × JONTE 〜                                                                            | 2014年2月28日            | 代官山LOOP                                             |
| 三浦祐太朗ワンマンライブ「rainy daisy」                                                                     | 2014年6月14日            | 代官山LOOP                                             |
| 三浦祐太朗「DAISY EAST」                                                                                    | 2014年7月12日            | 代官山LOOP                                             |
| いかりライクスホール リニューアル記念 「三浦祐太朗 アコースティックライブ」                                 | 2014年9月26日            | いかりライクスホール                                   |
| 三浦祐太朗「DAISY WEST」                                                                                    | 2014年9月27日            | 梅田 Zeela                                             |
| 青の音楽会 vol.2                                                                                            | 2014年11月8日            | Mt.RAINIER HALL SHIBUYA PLEASURE PLEASURE              |
| 三浦祐太朗 3rd.single”星屑メリーゴーランド” Release Tour                                                    | 2015年2月7日             | 神戸SLOPE                                              |
| 三浦祐太朗 3rd.single”星屑メリーゴーランド” Release Tour                                                    | 2015年2月14日            | 名古屋HeartLand STUDIO                                 |
| 三浦祐太朗 3rd.single”星屑メリーゴーランド” Release Tour                                                    | 2015年2月28日            | Shibuya eggman                                         |
| OTODAMA 空フェス 2015 〜夏、直前の祭〜『空響』                                                              | 2015年5月9日             | H.L.N.A SKYGARDEN 野外ステージ                         |
| 三浦祐太朗「31 愛 スクリーム」                                                                              | 2015年5月16日            | 渋谷 TAKE OFF 7                                        |
| 三浦祐太朗 「ONE AND ALL」                                                                                  | 2015年6月27日            | 原宿アストロホール                                     |
| 高知 BAY5 SQUARE BOX【VOICE COIL】                                                                          | 2015年7月12日            | BAY5 SQUARE BOX                                        |
| 音霊 OTODAMA SEA STUDIO 2015」 ZILCONIA presents コネコレロック〜海水浴スペシャル〜 supported by 君だけLIVE | 2015年8月1日             | 音霊 OTODAMA SEA STUDIO                                |
| 三浦祐太朗4都市ツアー「真夏の謝音祭 2015」                                                                  | 2015年8月8日             | 阿倍野ROCKTOWN                                         |
| 三浦祐太朗4都市ツアー「真夏の謝音祭 2015」                                                                  | 2015年8月9日             | 名古屋HeartLand STUDIO                                 |
| 三浦祐太朗4都市ツアー「真夏の謝音祭 2015」                                                                  | 2015年8月22日            | 仙台FLYING SON                                         |
| 三浦祐太朗4都市ツアー「真夏の謝音祭 2015」                                                                  | 2015年8月23日            | 渋谷Star lounge                                        |
| ikari presents 三浦祐太朗 アコースティック・ワンマンライブ                                                  | 2015年11月21日           | いかりライクスホール                                   |
| 青の音楽会 vol.3                                                                                            | 2015年11月29日           | 東京キネマ倶楽部                                       |
| うたいぞめ                                                                                                  | 2016年1月16日            | SHIBUYA WWW                                            |
| 新宿RUIDO K4 10th Anniversary スペシャルツーマンライブ                                                      | 2016年2月20日            | 新宿RUIDO K4                                           |
| EASTER EGG 2016                                                                                             | 2016年3月5日             | Shibuya eggman                                         |
| Birthday Live 2016                                                                                          | 2016年4月30日            | Mt.RAINIER HALL SHIBUYA PLEASURE PLEASURE              |
| Sunny Side Up                                                                                               | 2016年9月16日            | Shibuya eggman                                         |
| ikari presents 三浦祐太朗 アコースティック・ワンマンライブ Vol.3                                            | 2016年10月29日           | ライクスホール                                         |
| うたいぞめ 2017                                                                                             | 2017年1月14日            | 新横浜BeLL′s                                           |
| Live in OSAKA 2017                                                                                          | 2017年3月4日             | 心斎橋LIVE HOUSE Pangea                                |
| Birthday Live 2017                                                                                          | 2017年4月29日            | Mt.RAINIER HALL SHIBUYA PLEASURE PLEASURE              |
| HOMESICK | 2017年7月21日            | Shibuya eggman                                         |
| Live in 原宿 2017                                                                                           | 2017年9月30日            | 原宿アストロホール                                     |
| ikari presents 三浦祐太朗 アコースティック・ワンマンライブ Vol.4                                            | 2017年10月28日           | ライクスホール                                         |
| 青の音楽会 vol.5                                                                                            | 2017年11月11日           | Mt.RAINIER HALL SHIBUYA PLEASURE PLEASURE              |
| I'm HOME TOUR 2018                                                                                          | 2018年3月20日            | 愛知Zepp Nagoya                                        |
| I'm HOME TOUR 2018                                                                                          | 2018年3月27日            | 大阪Zepp Namba                                         |
| I'm HOME TOUR 2018                                                                                          | 2018年3月30日            | 東京Zepp DiverCity                                     |
| 三浦祐太朗 ライブ in 長野                                                                                   | 2018年4月21日            | 長野県 若里市民文化ホール                              |
| Birthday Live 2018                                                                                          | 2018年4月28日            | 東京キネマ倶楽部                                       |
| 三浦祐太朗 アコースティックワンマンライブ in 日南                                                           | 2018年7月8日             | 宮崎県 日南市南郷ハートフルセンター                    |
| 有楽町花物語                                                                                                | 2018年7月21日            | 有楽町ヒューリックホール東京                           |
| MUSIC B.B.20th Anniversary 「ANISON B.B.FESTIVAL~2018 SUMMER~」                                             | 2018年7月31日            | TSUTAYA O-EAST                                         |
| 童話村イーハトーブスペシャルライブ                                                                          | 2018年8月18日            | 宮沢賢治童話村スペシャルステージ                       |
| 三浦祐太朗アコースティックワンマンライブ in 保谷                                                            | 2018年8月25日            | 西東京市保谷こもれびホール                             |
| 三浦祐太朗アコースティックワンマンライブ in 下妻                                                            | 2018年9月8日             | 茨城県下妻市民文化会館                                 |
| 三浦祐太朗アコースティックワンマンライブ in 菊池                                                            | 2018年9月15日            | 熊本県菊池市文化会館                                   |
| 三浦祐太朗アコースティックワンマンライブ in 見附                                                            | 2018年9月23日            | 新潟県見附市文化ホール アルカディア                    |
| 三浦祐太朗 Live @Sibuya duo                                                                                 | 2018年9月29日            | 渋谷duo Music Exchange                                 |
| ikari presents 三浦祐太朗 アコースティック・ワンマンライブ Vol.5                                            | 2018年10月20日           | ライクスホール                                         |
| 三浦祐太朗アコースティックワンマンライブ in 大田原                                                          | 2018年11月10日           | 栃木県大田原市ピアートホール                           |
| 三浦祐太朗アコースティックワンマンライブ in 恵那                                                            | 2018年11月25日           | 岐阜県恵那文化センター                                 |
| 青の音楽会 vol.6                                                                                            | 2018年12月8日            | 東京都日本橋三井ホール                                 |
| 三浦祐太朗Live Tour "47 MERODIES"                                                                           | 2019年1月19日            | 鹿児島県志布志市文化会館                               |
| 三浦祐太朗Live Tour "47 MERODIES"                                                                           | 2019年2月3日             | アルスくらしき(倉敷市芸文館)                           |
| 三浦祐太朗Live Tour "47 MERODIES"                                                                           | 2019年2月24日            | 大分県津久見市民会館                                   |
| 三浦祐太朗Live Tour "47 MERODIES"                                                                           | 2019年3月2日             | 香川県三豊市文化会館マリンウェーブ                     |
| 三浦祐太朗Live Tour "47 MERODIES"                                                                           | 2019年3月10日            | 宮城県仙台・電力ホール                                 |
| 三浦祐太朗Live Tour "47 MERODIES"                                                                           | 2019年3月30日            | スターピアくだまつ(山口県)                             |
| 三浦祐太朗Live Tour "47 MERODIES"                                                                           | 2019年3月31日            | 島根県安来市総合文化ホール アルテピア                  |
| 三浦祐太朗Live Tour "47 MERODIES"                                                                           | 2019年4月6日             | 山梨県コラニー文化ホール                               |
| 三浦祐太朗Live Tour "47 MERODIES"                                                                           | 2019年4月21日            | 高知県須崎市立市民文化会館                             |
| 三浦祐太朗Live Tour "47 MERODIES"                                                                           | 2019年4月27日            | 東京都町田市民ホール                                   |
| Birthday Live 2019                                                                                          | 2019年4月29日            | 東京都品川インターシティホール                         |
| 三浦祐太朗Live Tour "47 MERODIES"                                                                           | 2019年5月4日             | 秋田県秋田市文化会館                                   |
| 三浦祐太朗Live Tour "47 MERODIES"                                                                           | 2019年5月11日            | 佐賀県唐津市民会館                                     |
| 三浦祐太朗Live Tour "47 MERODIES"                                                                           | 2019年5月12日            | 熊本県荒尾総合文化センター                             |
| 三浦祐太朗Live Tour "47 MERODIES"                                                                           | 2019年5月18日            | 新潟県民会館                                           |
| 三浦祐太朗Live Tour "47 MERODIES"                                                                           | 2019年5月25日            | 岐阜県揖斐川町地域交流センター「はなもも」             |
| 三浦祐太朗Live Tour "47 MERODIES"                                                                           | 2019年6月8日             | 千葉県印西市文化ホール                                 |
| 三浦祐太朗Live Tour "47 MERODIES"                                                                           | 2019年6月9日             | 福島県けんしん郡山文化センター(郡山市民文化センター)   |
| 三浦祐太朗Live Tour "47 MERODIES"                                                                           | 2019年6月16日            | 静岡県長泉町文化センター・ベルフォーレ                 |
| 三浦祐太朗Live Tour "47 MERODIES"                                                                           | 2019年6月22日            | ロームシアター京都                                     |
| 三浦祐太朗Live Tour "47 MERODIES"                                                                           | 2019年6月23日            | 富山県民会館                                           |
| 三浦祐太朗Live Tour "47 MERODIES"                                                                           | 2019年6月30日            | 滋賀県東近江市あかね文化ホール                         |
| 三浦祐太朗Live Tour "47 MERODIES"                                                                           | 2019年7月27日            | 大阪府たかいし市民文化会館 アプラホール                |
| 三浦祐太朗Live Tour "47 MERODIES"                                                                           | 2019年7月28日            | 三重県亀山市文化会館                                   |
| 三浦祐太朗Live Tour "47 MERODIES"                                                                           | 2019年8月4日             | 栃木県足利市民プラザ 文化ホール                        |
| 三浦祐太朗Live Tour "47 MERODIES"                                                                           | 2019年8月18日            | 沖縄県ミュージックタウン音市場                         |
| 三浦祐太朗Live Tour "47 MERODIES"                                                                           | 2019年9月1日             | 広島県福山市沼隈サンパルホール                         |
| 三浦祐太朗Live Tour "47 MERODIES"                                                                           | 2019年9月7日             | 岩手県江刺体育文化会館 ささらホール                    |
| 三浦祐太朗Live Tour "47 MERODIES"                                                                           | 2019年9月14日            | 山形県シェルターなんようホール(南陽市文化会館)         |
| 三浦祐太朗Live Tour "47 MERODIES"                                                                           | 2019年9月16日            | 福井県ハーモニーホールふくい                           |
| 三浦祐太朗Live Tour "47 MERODIES"                                                                           | 2019年9月22日            | 北海道道新ホール                                       |
| 三浦祐太朗Live Tour "47 MERODIES"                                                                           | 2019年9月28日            | 福岡県久留米市田主丸複合文化施設 そよ風ホール          |
| 音力 ONCHIKA presents 「歌伝2019」at 南座                                                                   | 2019年9月29日            | 南座                                                   |
| 三浦祐太朗Live Tour "47 MERODIES"                                                                           | 2019年10月5日            | 東京都西新井文化ホール(ギャラクホール)                 |
| 三浦祐太朗Live Tour "47 MERODIES"                                                                           | 2019年10月6日            | 鳥取県鳥取市民会館                                     |
| 三浦祐太朗Live Tour "47 MERODIES"                                                                           | 2019年10月12日           | 石川県津幡町文化会館シグナス                           |
| 三浦祐太朗Live Tour "47 MERODIES"                                                                           | 2019年10月13日           | 長野県塩尻レザンホール(塩尻市文化会館)                 |
| 三浦祐太朗Live Tour "47 MERODIES"                                                                           | 2019年10月19日           | 兵庫県 ライクスホール                                  |
| 三浦祐太朗Live Tour "47 MERODIES"                                                                           | 2019年10月26日           | 神奈川県横須賀市文化会館                               |
| 三浦祐太朗Live Tour "47 MERODIES"                                                                           | 2019年10月27日           | 奈良県かしはら万葉ホール                               |
| 三浦祐太朗Live Tour "47 MERODIES"                                                                           | 2019年11月2日            | 埼玉県上尾市文化センター                               |
| 三浦祐太朗Live Tour "47 MERODIES"                                                                           | 2019年11月10日           | 青森県青森市民ホール(リンクモア平安閣市民ホール)       |
| 三浦祐太朗Live Tour "47 MERODIES"                                                                           | 2019年11月16日           | 群馬県甘楽町文化会館                                   |
| 三浦祐太朗Live Tour "47 MERODIES"                                                                           | 2019年11月24日           | 茨城県つくばノバホール                                 |
| 三浦祐太朗Live Tour "47 MERODIES"                                                                           | 2019年11月30日           | 愛媛県松前総合文化センター                             |
| 三浦祐太朗Live Tour "47 MERODIES"                                                                           | 2019年12月1日            | 徳島県阿波市交流防災拠点施設 アエルワホール            |
| 三浦祐太朗Live Tour "47 MERODIES"                                                                           | 2019年12月7日            | 和歌山県紀の川市粉河ふるさとセンター                   |
| 三浦祐太朗Live Tour "47 MERODIES"                                                                           | 2019年12月14日           | マイナビBLITZ赤坂                                      |
| 青の音楽会 Vol.7                                                                                            | 2020年1月25日            | 神奈川県横浜市 ランドマークホール                      |
| 三浦祐太朗 Live Tour 2020 "Blooming Hearts"                                                                 | 2020年9月21日            | 狛江エコルマホール                                     |
| 三浦祐太朗 Live Tour 2020 "Blooming Hearts"                                                                 | 2020年10月24日           | 栃木県佐野市文化会館                                   |
| 三浦祐太朗 Live Tour 2020 "Blooming Hearts"                                                                 | 2020年10月25日           | 埼玉県埼玉会館                                         |
| 三浦祐太朗 Live Tour 2020 "Blooming Hearts"                                                                 | 2020年11月1日            | 群馬県前橋市民文化会館                                 |
| LIVE-X：三浦祐太朗                                                                                          | 2020年11月2日            | オンライン                                             |
| Yamaha Acoustic Mind 2020 ONLINE                                                                            | 2020年11月7・8日         | ヤマハ銀座ホール、大手町三井ホール                     |
| 今宵☆jazzyに！7(セブン)                                                                                     | 2020年11月14日           | 文京シビックホール                                     |
| 三浦祐太朗 Live Tour 2020 "Blooming Hearts"                                                                 | 2020年11月23日           | 千葉県習志野文化ホール                                 |
| 青の音楽会 Vol.8                                                                                            | 2020年12月19日           | 品川インターシティホール                               |
| 三浦祐太朗 Live Tour 2020-2021 "Blooming Hearts"                                                            |                          |                                                        |
| 2021年3月6日                                                                                                | 長野市芸術館メインホール |                                                        |
| Birthday Live 2021                                                                                          | 2021年5月1日             | 大宮ソニックシティ                                     |
| 三浦祐太朗 Live Tour 2020-2021 "Blooming Hearts"                                                            | 2021年5月23日            | 長岡市立劇場                                           |
| 三浦祐太朗 Live Tour 2020-2021 "Blooming Hearts"                                                            | 2021年5月29日            | 静岡市民文化会館                                       |
| 三浦祐太朗 Live Tour 2020-2021 "Blooming Hearts"                                                            | 2021年6月12日            | 和歌山市民会館                                         |
| 三浦祐太朗 Live Tour 2020-2021 "Blooming Hearts"                                                            | 2021年6月20日            | 別府ビーコンプラザ                                     |
| 三浦祐太朗 Live Tour 2020-2021 "Blooming Hearts"                                                            | 2021年6月26日            | 横浜関内ホール                                         |
| 三浦祐太朗 Live Tour 2020-2021 "Blooming Hearts"                                                            | 2021年7月10日            | 米子市公会堂                                           |
| 三浦祐太朗 Live Tour 2020-2021 "Blooming Hearts"                                                            | 2021年7月18日            | 那須塩原市黒磯文化会館                                 |
| 三浦祐太朗 Live Tour 2020-2021 "Blooming Hearts"                                                            | 2021年7月24日            | サンポートホール高松                                   |
| 三浦祐太朗 Live Tour 2020-2021 "Blooming Hearts"                                                            | 2021年7月25日            | 大津市民会館                                           |
| 三浦祐太朗 Live Tour 2020-2021 "Blooming Hearts"                                                            | 2021年7月31日            | 都城市総合文化ホール                                   |
| 三浦祐太朗 Live Tour 2020-2021 "Blooming Hearts"                                                            | 2021年8月7日             | 兵庫県赤穂市文化会館 ハーモニーホール                  |
| 三浦祐太朗 Live Tour 2020-2021 "Blooming Hearts"                                                            | 2021年8月21日            | 結城市民文化センター                                   |
| 三浦祐太朗 LIVE TOUR 「COVER TO COVER」                                                                     | 2021年9月19日            | 君津市民文化ホール                                     |
| 三浦祐太朗 LIVE TOUR 「COVER TO COVER」                                                                     | 2021年10月2日            | 狭山市市民会館                                         |
| 三浦祐太朗 LIVE TOUR 「COVER TO COVER」                                                                     | 2021年10月9日            | 熊本県立劇場 演劇ホール                                |
| 三浦祐太朗 LIVE TOUR 「COVER TO COVER」                                                                     | 2021年10月10日           | 福岡市民会館                                           |
| 三浦祐太朗 LIVE TOUR 「COVER TO COVER」                                                                     | 2021年10月31日           | 金沢歌劇座                                             |
| 三浦祐太朗 LIVE 「来年10周年？ちょっとみんな集まって作戦会議しよう in 大阪」                                | 2021年11月27日           | メルパルクホール大阪                                   |
| オフコース・クラシックス・コンサート2021                                                                    | 2021年12月10日           | 大阪 ザ・シンフォニーホール                            |
| 三浦祐太朗 LIVE 「来年10周年？ちょっとみんな集まって作戦会議しよう in 羽田」                                | 2021年12月12日           | Zepp Haneda                                            |
| 青の音楽会 Vol.9                                                                                            | 2022年2月19日            | SHIBUYA PLEASURE PLEASURE                              |
| 三浦祐太朗 10th Anniversary Tour 「AND YOU」                                                                | 2022年3月13日            | 千葉市民会館                                           |
| 三浦祐太朗 10th Anniversary Tour 「AND YOU」                                                                | 2022年4月9日             | サンシティ越谷市民ホール                               |
| Birthday Live 2022                                                                                          | 2022年4月30日            | なかのZERO                                             |
| 三浦祐太朗 10th Anniversary Tour 「AND YOU」                                                                | 2022年7月30日            | なら100年会館                                          |
| 三浦祐太朗 10th Anniversary Tour 「AND YOU」                                                                | 2022年8月6日             | 草月ホール                                             |
| 三浦祐太朗 10th Anniversary Tour 「AND YOU」                                                                | 2022年8月27日            | カナモトホール(札幌市民ホール)                         |
| 三浦祐太朗 10th Anniversary Tour 「AND YOU」                                                                | 2022年9月18日            | 三原市芸術文化センター「ポポロ」                       |
| 三浦祐太朗 10th Anniversary Tour 「AND YOU」                                                                | 2022年9月24日            | 須坂市文化会館 メセナホール                            |
| 三浦祐太朗 10th Anniversary Tour 「AND YOU」                                                                | 2022年10月8日            | RaiBoC Hall レイボックホール(さいたま市民会館おおみや) |
| 三浦祐太朗 10th Anniversary Tour 「AND YOU」                                                                | 2022年10月23日           | サザンクス筑後                                         |
| 三浦祐太朗 10th Anniversary Tour 「AND YOU」                                                                | 2022年10月29日           | 小田原三の丸ホール                                     |
| 三浦祐太朗 10th Anniversary Tour 「AND YOU」                                                                | 2022年11月5日            | 大阪松竹座                                             |
| 三浦祐太朗 10th Anniversary Tour 「AND YOU」                                                                | 2022年12月10日           | たましんRISURUホール(立川市市民会館)                   |
| 青の音楽会 Vol.10                                                                                           | 2022年12月24日           | 浅草花劇場                                             |
| 宇崎竜童プロデュースLIVE(Day2)                                                                              | 2022年12月25日           | 日本橋三井ホール                                       |
| Birthday Live 2023                                                                                          | 2023年4月30日            | 大手町三井ホール                                       |
| 三浦祐太朗 アコースティックライブ2023                                                                       | 2023年5月13日            | 京都府中丹文化会館                                     |
| 三浦祐太朗 アコースティックライブ2023                                                                       | 2023年5月27日            | 北國新聞赤羽ホール                                     |
| 三浦祐太朗 アコースティックライブ2023                                                                       | 2023年5月28日            | 南砺市福野文化創造センター ヘリオス                    |
| 三浦祐太朗 アコースティックライブ2023                                                                       | 2023年6月10日            | 小野市うるおい交流館エクラ                             |
| 三浦祐太朗 アコースティックライブ2023                                                                       | 2023年6月11日            | 福山市沼隈サンパルホール                               |
| 三浦祐太朗スペシャルライブ2023                                                                              | 2023年7月1日             | 宝山ホール(鹿児島県文化センター)                       |
| 日テレプラスpresents「三浦祐太朗コンサート2023～遥かなる希望の時～」                                        | 2023年7月8日             | 北とぴあ さくらホール                                  |
| 三浦祐太朗 アコースティックライブ 2023                                                                      | 2023年7月9日             | 長岡市中之島文化センター                               |
| 三浦祐太朗 スペシャルライブ 2023                                                                            | 2023年9月5日             | 大阪フェスティバルホール                               |
| 三浦祐太朗 アコースティックライブ 2023                                                                      | 2023年9月9日             | 北海道音更町文化センター                               |
| ikari presents 三浦祐太朗 アコースティックライブ                                                            | 2023年10月8日            | ライクスホール                                         |
| 三浦祐太朗 アコースティックライブ 2023                                                                      | 2023年11月11日           | 豊岡市民会館                                           |
| 三浦祐太朗 スペシャルライブ 2023                                                                            | 2023年12月2日            | はつかいち文化ホール                                   |
| 三浦祐太朗 スペシャルライブ 2023                                                                            | 2023年12月23日           | ロマン高原かよう総合会館                               |
| AUBADE SYMPHONIC WAVE 2024                                                                                  | 2024年2月3日             | オーバード・ホール                                     |
| 三浦祐太朗 スペシャルライブ 2024                                                                            | 2024年2月23日            | 鹿児島県霧島市民会館                                   |

### 出演イベント
- 『お台場合衆国』THE NEXT! Morning SHOW!(2012年8月7日)
- 埼玉フェスタ2012(2012年8月31日)
- 兵庫県 流通科学大学 学園祭(2012年10月21日)
- 「徳光和夫とくモリ！歌謡サタデー」の公開生放送(2013年4月27日)
- NACK5 SPECIAL LIVE(2013年6月2日)
- A Happy Thanks Year 25th Anniversary We Love SAITAMA We Love NACK5(2013年10月31日)
- 犯罪被害者支援なでしこチャリティマッチ(2013年11月16日)
- 犯罪被害者支援チャリティコンサート(2013年1月19日)
- ライブイベント in マルイサンシャインバザール(2013年6月7日)
- SOUND JACK(2013年8月24日)
- 犯罪被害者支援チャリティコンサート(2013年9月21日)
- SAKAE BEAT MATCH(2014年2月27日)
- RED RIBBON LIVE 2015(2015年11月27日)
- 東日本大震災復興支援「第8回 東京ボーイズコレクション」<オープニングアクト>(2016年3月17日)
- 新宿RUIDO K4 10th Anniversary「スペシャルツーマンライブ」(2016年2月20日)
- エコライフ・フェア 2017(2017年6月3日)
- NACK5 35th PARTY ～大宮いんびてーしょん～(2023年10月31日)

### テレビアニメ
- 邪神ちゃんドロップキック（2018年、まんてん店員）

### ゲーム
- Home Sweet Home（2019年、デュー、アナウンサー[23]）